# 乌兰陶勒盖镇
乌兰陶勒盖镇，是中华人民共和国内蒙古自治区鄂尔多斯市乌审旗下辖的一个乡镇级行政单位。

## 行政区划
乌兰陶勒盖镇下辖以下地区：
查干塔拉社区、巴音希里嘎查、巴音高勒嘎查、巴音敖包嘎查、前进村、红旗村、跃进村和胜利村。